# Iulia Menșova
Iuliia Vladimirovna Menșova (în rusă Ю́лия Влади́мировна Меньшо́ва; n. 28 iulie 1969, Moscova, RSFS Rusă, URSS) este o actriță de teatru și film sovietică și rusă, prezentatoare TV, producătoare TV și regizoare de teatru.  Ea este câștigătoarea premiului TEFI⁠(d) acordat de industria de televiziune națională din Rusia la categoria cea mai bună gazdă de talk-show (1999).
Este profesoară asociată a Departamentului de Actorie de la Institutul de Cinematografie „Gherasimov” din Moscova.

## Biografie
S-a născut la 28 iulie 1969 la Moscova, URSS (acum Rusia).
A călcat pe urmele părinților ei, după ce a absolvit în 1990 departamentul de actorie al Școlii de Teatru de Artă din Moscova și a început să lucreze la Teatrul de Artă din Moscova A.P. Cehov din 1990 până în 1994. În acești patru ani, ea a jucat numeroase roluri principale și a apărut în mai multe filme. În culmea carierei sale de actriță, Menșova a renunțat la actorie și a intrat în studioul TV ca realizatoare de televiziune. Curând a fost selectată să găzduiască propria emisiune, care a devenit în timp principala atracție a canalului TV6.
A fost adesea comparată cu Oprah Winfrey. Emisiunea ei de discuții pentru femei de pe TV6, Ya sama (O voi face eu însumi), a avut cele mai mari ratinguri. 
Tatăl ei, actorul și regizorul Vladimir Menșov, a câștigat Premiul Oscar pentru cel mai bun film străin în 1980 pentru Moscova nu crede în lacrimi, în care mama ei, actrița Vera Alentova, a jucat rolul principal.

## Viață personală

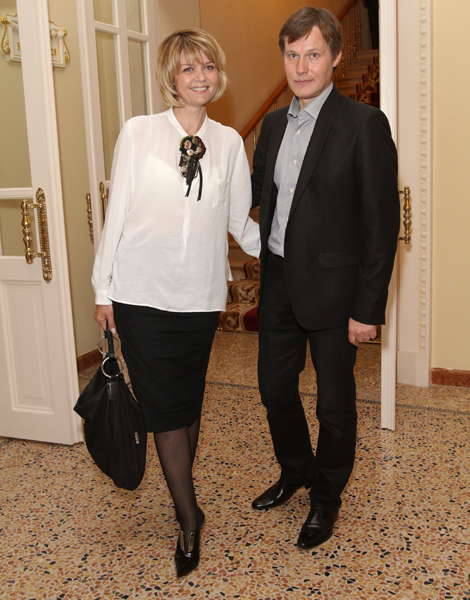
Iulia Menșova și soțul ei, Igor Gordin

Menșova este căsătorită cu actorul Igor Gordin⁠(d) (născut în 1965, Artist Onorat al Federației Ruse în 2004), cu care are doi copii: Andrei Gordin (născut în 1997) și Taisia Gordina (născut în 2003).

## Filmografie selectivă
- 1991: Deistvui Mania! -  Mania[10]
- 1991: Delo Suhovo-Kobilina - Nadejda Narișkina
- 1992: V toi oblasti nebes... - Ania
- 1992: Tișina - Nina
- 1993: Esli bi znat... - Natalia Ivanovna
- 1993: Разборчивый жених (Mirele pretențios) - Katia
- 2007: Bolșaia liubov  - Kaleria